# Aspicarpa axillaris
Aspicarpa axillaris är en tvåhjärtbladig växtart som först beskrevs av A. St.-hil., och fick sitt nu gällande namn av Emil Hassler. Aspicarpa axillaris ingår i släktet Aspicarpa och familjen Malpighiaceae. Inga underarter finns listade i Catalogue of Life.